# Cruise-Nunatak
Der Cruise-Nunatak ist ein rund 1500 m hoher und vereister Nunatak im ostantarktischen Mac-Robertson-Land. Er ragt 19 km östlich der Hay Hills im Mawson Escarpment auf.
Luftaufnahmen entstanden 1956 und 1960 bei Kampagnen der Australian National Antarctic Research Expeditions. Das Antarctic Names Committee of Australia benannte ihn 1973 nach John Oliver Cruise (* 1936), der 1971 an der Errichtung eines Strahlenlabors auf der Mawson-Station beteiligt war.